# Днепровский спуск
Днепро́вский спуск — старинная улица в Печерском районе Киева.
Пролегает от площади Андрея Первозванного до Набережного шоссе.
Проложен в 1848 году в процессе реконструкции древнего Спасского спуска. С того времени имел название Панкратьевского спуска (в честь киевского гражданского губернатора П. П. Панкратьева). С 1850-х годов (после постройки Цепного моста) до 1928 г. — Николаевский спуск, как путь до Николаевского цепного моста.
В 1928—1940 годах — спуск Евгении Бош, во время оккупации города немецкими войсками имел название Никольского спуска. Современное название — с 1940 года.
В 2003 году часть спуска от площади Славы до площади Андрея Первозванного выделена в аллею Героев Крут.
Перед Набережным шоссе спуск разделяется на два пути. Путь, что идёт в направлении моста Метро, до 1980-х годов существовал под названием Днепровского проезда.
Застройка на спуске отсутствует, он пролегает по днепровским склонам через парковую зону и соединяет Печерск с берегом Днепра.
Протяжённость спуска 1,4 км, выложен брусчаткой.

## Географические координаты
Координаты начала 50°26′35″ с. ш. 30°33′09″ в. д.
Координаты конца 50°25′56″ с. ш. 30°33′55″ в. д.

## Названия в разные годы
- Спасский спуск (до 1848 года);
- Панкратьевский спуск (1848—1850);
- Николаевский спуск (1850—1928);
- Спуск Евгении Бош (1928—1940);
- Днепровский спуск (1940—1941, с 1943 года);
- Никольский спуск (1941—1943).